# El Copey
El Copey – miasto w Kolumbii, w departamencie Cesar.